# جاناتان کاوندیش
جاناتان کاوندیش (انگلیسی: Jonathan Cavendish؛ زادهٔ ۴ فوریهٔ ۱۹۵۹) تهیه‌کننده فیلم اهل بریتانیا است.
از فیلم‌هایی که وی در آن‌ها نقش داشته‌است، می‌توان به هدف بعدی پیروزی است، ونوم: بگذارید کارنیج بیاید، موگلی، نفس بکش، ماجراجویی یک عمر، الیزابت: دوران طلایی،  نکته باریک، در دنیای پدر من، مری و بروس، تروما، خاطرات بریجت جونز، مجرم نجیب عادی، کارت‌پخش‌کن و به‌سوی غرب اشاره نمود.